# Typographie musicale
La typographie musicale est l'art de la typographie appliqué à l'écriture des partitions de musique. Elle a commencé en Europe vers 1500.

## Histoire

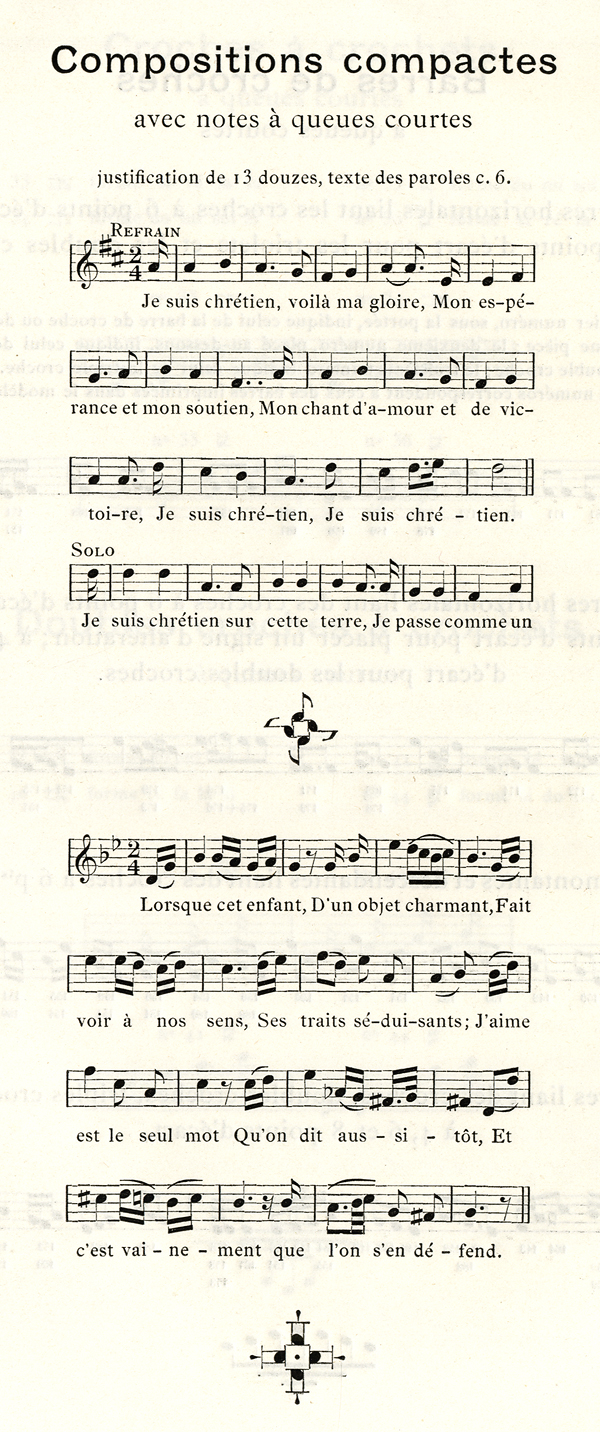
Page du manuel de typographie musicale de Théophile Beaudoire, 1891

En Europe, elle commence au XVIe siècle.

### Ère numérique
Les premières macro du logiciel d'édition TeX, spécialisées dans la typographie musicale apparaissent en 1987, basées sur MuTeX et limitée à une portée. MusicTex sort en 1991, permettant l'utilisation de portées multiples, puis une autre évolution, MusiXTeX.
En 1996 sort LilyPond.

### Exposition
- Typographie musicale italienne du XVe au XVIIe (Bibliothèque nationale de France, site Richelieu, 1965 (https://archivesetmanuscrits.bnf.fr/ark:/12148/cc94866p/ca59907904906964)